# Eutima levuka
Eutima levuka är en nässeldjursart som först beskrevs av Agassiz och Mayer 1899.  Eutima levuka ingår i släktet Eutima och familjen Eirenidae. Inga underarter finns listade i Catalogue of Life.